# Llista de topònims de Cruïlles, Monells i Sant Sadurní de l'Heura
Llista de topònims (noms propis de lloc) del municipi de Cruïlles, Monells i Sant Sadurní de l'Heura, al Baix Empordà
Informació actualitzada per un bot. Els canvis manuals es perdran quan s'actualitzi!

## arbre singular
| imatge | Nom                    | Ubicat a                                    | instància de   | Detalls                                                               | coordenades                                                                                               | Protecció        | Commons (més fotos)    | Dades a WD                    |
| ------ | ---------------------- | ------------------------------------------- | -------------- | --------------------------------------------------------------------- | --- | ---------------- | ---------------------- | ----------------------------- |
|        | alzina de Mas Salelles | Cruïlles, Monells i Sant Sadurní de l'Heura | arbre singular | Taxon: alzina (Quercus ilex) Ample: 24.6m Alt: 20.5m Perímetre: 3.67m | 41° 56′ 28″ N, 3° 00′ 05″ E / 41.941044°N,3.001434°E ca:Mas Salelles, vora del riu Daró, Cruïlles 52 msnm | arbre monumental | Alzina de Mas Salelles | Modifica les dades a Wikidata |
|        | arboç de Can Genoer    | Cruïlles, Monells i Sant Sadurní de l'Heura | arbre singular | Taxon: arbocer (Arbutus unedo) Ample: 8.2m Alt: 8.5m Perímetre: 2.38m | 41° 53′ 56″ N, 2° 59′ 16″ E / 41.899°N,2.98791°E ca:Prop de Can Genoer, a la dreta del camí 285 msnm      | arbre monumental |                        | Modifica les dades a Wikidata |
|        | pi de l'Aulet          | Monells                                     | arbre singular | Taxon: pi pinyer (Pinus pinea)                                        | 41° 58′ 17″ N, 2° 59′ 25″ E / 41.9714°N,2.99027°E 53 msnm                                                 |                  | Pi de l'Aulet          | Modifica les dades a Wikidata |

## cabana
| imatge | Nom                      | Ubicat a                                    | instància de | Detalls | coordenades                                                         | Protecció | Commons (més fotos) | Dades a WD                    |
| ------ | ------------------------ | ------------------------------------------- | ------------ | ------- | ------------------------------------------------------------------- | --------- | ------------------- | ----------------------------- |
|        | barraca d'en Buscanya    | Cruïlles, Monells i Sant Sadurní de l'Heura | cabana       |         | 41° 54′ 00″ N, 2° 58′ 47″ E / 41.9000122711002°N,2.9796014676847°E  |           |                     | Modifica les dades a Wikidata |
|        | cobert de Can Vilademarc | Cruïlles, Monells i Sant Sadurní de l'Heura | cabana       |         | 41° 55′ 48″ N, 2° 57′ 01″ E / 41.9301221101731°N,2.95039089509266°E |           |                     | Modifica les dades a Wikidata |
|        | era d'en Cabruja         | Cruïlles, Monells i Sant Sadurní de l'Heura | cabana       |         | 41° 55′ 16″ N, 2° 55′ 35″ E / 41.9211925681659°N,2.9264710590665°E  |           |                     | Modifica les dades a Wikidata |

## castell
| imatge | Nom                              | Ubicat a                                    | instància de | Detalls                      | coordenades                                                         | Protecció                                            | Commons (més fotos)               | Dades a WD                    |
| ------ | -------------------------------- | ------------------------------------------- | ------------ | ---------------------------- | ------------------------------------------------------------------- | ---------------------------------------------------- | --------------------------------- | ----------------------------- |
|        | Castell de Monells               | Cruïlles, Monells i Sant Sadurní de l'Heura | castell      |                              | 41° 58′ 26″ N, 2° 59′ 57″ E / 41.974°N,2.99913°E ca:Monells 62 msnm | bé d'interès cultural bé cultural d'interès nacional | Castle and wall of Monells        | Modifica les dades a Wikidata |
|        | Castell de Sant Cebrià dels Alls | Cruïlles, Monells i Sant Sadurní de l'Heura | castell      |                              | 41° 53′ 14″ N, 3° 00′ 51″ E / 41.8873°N,3.01411°E                   | bé d'interès cultural bé cultural d'interès nacional | Església de Sant Cebrià dels Alls | Modifica les dades a Wikidata |
|        | Torre de Cruïlles                | Cruïlles, Monells i Sant Sadurní de l'Heura | castell      | Estil: arquitectura romànica | 41° 57′ 22″ N, 3° 00′ 40″ E / 41.9561°N,3.0112°E                    | bé d'interès cultural bé cultural d'interès nacional | Castle of Cruïlles                | Modifica les dades a Wikidata |

## collada
| imatge | Nom                 | Ubicat a                                                                              | instància de               | Detalls | coordenades                                                                  | Protecció | Commons (més fotos) | Dades a WD                    |
| ------ | ------------------- | ------------------------------------------------------------------------------------- | -------------------------- | ------- | ---------------------------------------------------------------------------- | --------- | ------------------- | ----------------------------- |
|        | Coll de la Ganga    | Cruïlles, Monells i Sant Sadurní de l'Heura la Bisbal d'Empordà Calonge i Sant Antoni | collada                    |         | 41° 53′ 56″ N, 3° 03′ 14″ E / 41.89879631193626°N,3.053978179907536°E        |           |                     | Modifica les dades a Wikidata |
|        | Coll del Matxo Mort | Cruïlles, Monells i Sant Sadurní de l'Heura                                           | collada                    |         | 41° 53′ 05″ N, 2° 58′ 26″ E / 41.88472291337138°N,2.9739689826965336°E       |           |                     | Modifica les dades a Wikidata |
|        | Creu d'en Cabruja   | Cruïlles, Monells i Sant Sadurní de l'Heura                                           | collada intersecció viària |         | 41° 55′ 12″ N, 2° 55′ 52″ E / 41.9199615827616°N,2.93122396384761°E 280 msnm |           |                     | Modifica les dades a Wikidata |
|        | Creu d'en Sabater   | Cruïlles, Monells i Sant Sadurní de l'Heura                                           | collada intersecció viària |         | 41° 53′ 15″ N, 2° 59′ 56″ E / 41.88745458227552°N,2.998838424682617°E        |           |                     | Modifica les dades a Wikidata |

## creu de terme
| imatge | Nom                                                         | Ubicat a                                    | instància de  | Detalls                         | coordenades                                                                                     | Protecció                                  | Commons (més fotos)                                         | Dades a WD                    |
| ------ | ----------------------------------------------------------- | ------------------------------------------- | ------------- | ------------------------------- | ----------------------------------------------------------------------------------------------- | ------------------------------------------ | ----------------------------------------------------------- | ----------------------------- |
|        | creu de Cruïlles                                            | Cruïlles, Monells i Sant Sadurní de l'Heura | creu de terme |                                 | 41° 57′ 21″ N, 3° 00′ 44″ E / 41.955756°N,3.01218°E                                             |                                            |                                                             | Modifica les dades a Wikidata |
|        | creu de terme del santuari de la Mare de Déu de l'Esperança | Cruïlles, Monells i Sant Sadurní de l'Heura | creu de terme | Estil: gòtic tardà 16th century | 41° 57′ 50″ N, 3° 00′ 42″ E / 41.963878°N,3.011651°E ca:Paratge d'Esperança davant del santuari | bé integrant del patrimoni cultural català | Creu de terme del santuari de la Mare de Déu de l'Esperança | Modifica les dades a Wikidata |

## curs d'aigua
| imatge | Nom               | Ubicat a                                                                           | instància de     | Detalls                                    | coordenades | Protecció | Commons (més fotos) | Dades a WD                    |
| ------ | ----------------- | ---------------------------------------------------------------------------------- | ---------------- | ------------------------------------------ | --- | --------- | ------------------- | ----------------------------- |
|        | Daró              | Baix Empordà                                                                       | curs d'aigua riu | Desemboca: Ter Llarg: 43km Conca: 319.8km² | 41° 53′ 09″ N, 2° 58′ 22″ E / 41.885791°N,2.972687°E 42° 02′ 15″ N, 3° 07′ 05″ E / 42.037622°N,3.118117°E          |           | Daró                | Modifica les dades a Wikidata |
|        | Folc              | Calonge i Sant Antoni Cruïlles, Monells i Sant Sadurní de l'Heura                  | curs d'aigua     | Desemboca: Rifred Llarg: 3.5km             | |           | Folc                | Modifica les dades a Wikidata |
|        | Rissec            | Quart Sant Martí Vell Madremanya Cruïlles, Monells i Sant Sadurní de l'Heura Corçà | curs d'aigua     | Desemboca: Daró                            | 41° 58′ 27″ N, 2° 53′ 43″ E / 41.974268°N,2.89536°E 41° 59′ 22″ N, 3° 02′ 32″ E / 41.989416°N,3.042146°E           |           | Rissec              | Modifica les dades a Wikidata |
|        | riera de Pastells | Cruïlles, Monells i Sant Sadurní de l'Heura                                        | curs d'aigua     |                                            | 41° 55′ 42″ N, 3° 00′ 04″ E / 41.9283°N,3.00121°E                                                                  |           |                     | Modifica les dades a Wikidata |
|        | riera de la Ganga | Calonge i Sant Antoni Cruïlles, Monells i Sant Sadurní de l'Heura                  | curs d'aigua     |                                            | 41° 53′ 48″ N, 3° 03′ 46″ E / 41.8966416667°N,3.06272222222°E 41° 52′ 39″ N, 3° 03′ 50″ E / 41.877521°N,3.063988°E |           | Riera de la Ganga   | Modifica les dades a Wikidata |
|        | riera del Vilar   | Cruïlles, Monells i Sant Sadurní de l'Heura la Bisbal d'Empordà                    | curs d'aigua     | Desemboca: Daró                            | 41° 53′ 53″ N, 3° 03′ 49″ E / 41.898°N,3.06358°E                                                                   |           |                     | Modifica les dades a Wikidata |

## dolmen
| imatge | Nom                     | Ubicat a                                    | instància de | Detalls | coordenades                                                         | Protecció | Commons (més fotos)     | Dades a WD                    |
| ------ | ----------------------- | ------------------------------------------- | ------------ | ------- | ------------------------------------------------------------------- | --------- | ----------------------- | ----------------------------- |
|        | Cista de Puig d'Arques  | Cruïlles, Monells i Sant Sadurní de l'Heura | dolmen       |         | 41° 53′ 14″ N, 2° 59′ 25″ E / 41.8871789326688°N,2.9902969670164°E  |           |                         | Modifica les dades a Wikidata |
|        | Cista de l'Abel         | Cruïlles, Monells i Sant Sadurní de l'Heura | dolmen       |         | 41° 57′ 27″ N, 2° 57′ 37″ E / 41.9574344357011°N,2.96026440129178°E |           |                         | Modifica les dades a Wikidata |
|        | dolmen de Puig d'Arques | Cruïlles, Monells i Sant Sadurní de l'Heura | dolmen       |         | 41° 53′ 21″ N, 2° 59′ 50″ E / 41.88914°N,2.9973°E                   |           | Dolmen de Puig d'Arques | Modifica les dades a Wikidata |

## edifici
| imatge | Nom                    | Ubicat a                                    | instància de | Detalls     | coordenades                                                            | Protecció                                  | Commons (més fotos)                 | Dades a WD                    |
| ------ | ---------------------- | ------------------------------------------- | ------------ | ----------- | ---------------------------------------------------------------------- | ------------------------------------------ | ----------------------------------- | ----------------------------- |
|        | Mitgera                | Monells                                     | edifici      | 1st century | 41° 58′ 29″ N, 2° 59′ 56″ E / 41.974794°N,2.998913°E ca:Pl. de Monells | bé integrant del patrimoni cultural català | Mitgera (Monells)                   | Modifica les dades a Wikidata |
|        | radar de Puig d'Arques | Cruïlles, Monells i Sant Sadurní de l'Heura | edifici      |             | 41° 53′ 20″ N, 2° 59′ 50″ E / 41.888859°N,2.997191°E                   |                                            | Weather radar tower (Puig d'Arques) | Modifica les dades a Wikidata |

## entitat col·lectiva de població
| imatge | Nom                     | Ubicat a                                    | instància de                                   | Detalls | coordenades                                                       | Protecció | Commons (més fotos) | Dades a WD                    |
| ------ | ----------------------- | ------------------------------------------- | ---------------------------------------------- | ------- | ----------------------------------------------------------------- | --------- | ------------------- | ----------------------------- |
|        | Cruïlles                | Cruïlles, Monells i Sant Sadurní de l'Heura | entitat col·lectiva de població antic municipi |         | 41° 57′ 19″ N, 3° 00′ 48″ E / 41.95534167°N,3.01327222°E 76 msnm  |           |                     | Modifica les dades a Wikidata |
|        | Monells                 | Cruïlles, Monells i Sant Sadurní de l'Heura | entitat col·lectiva de població antic municipi |         | 41° 58′ 29″ N, 2° 59′ 57″ E / 41.9747906°N,2.99927268°E 47 msnm   |           |                     | Modifica les dades a Wikidata |
|        | Sant Sadurní de l'Heura | Cruïlles, Monells i Sant Sadurní de l'Heura | entitat col·lectiva de població antic municipi |         | 41° 57′ 22″ N, 2° 59′ 28″ E / 41.95621822°N,2.99099519°E 111 msnm |           |                     | Modifica les dades a Wikidata |

## entitat singular de població
| imatge | Nom                     | Ubicat a                                             | instància de                                                                   | Detalls                   | coordenades                                                                               | Protecció | Commons (més fotos)     | Dades a WD                    |
| ------ | ----------------------- | ---------------------------------------------------- | ------------------------------------------------------------------------------ | ------------------------- | ----------------------------------------------------------------------------------------- | --------- | ----------------------- | ----------------------------- |
|        | Banyeres                | Cruïlles, Monells i Sant Sadurní de l'Heura          | entitat singular de població                                                   | 33 hab                    | 41° 57′ 06″ N, 2° 58′ 38″ E / 41.9516386998352°N,2.97715983163462°E 112 msnm              |           |                         | Modifica les dades a Wikidata |
|        | Barri d'Estrabau        | Cruïlles, Monells i Sant Sadurní de l'Heura          | entitat singular de població                                                   | 13 hab                    | 41° 57′ 48″ N, 2° 58′ 20″ E / 41.963269998203°N,2.9723255066127°E 99 msnm                 |           |                         | Modifica les dades a Wikidata |
|        | Cruïlles                | Cruïlles, Monells i Sant Sadurní de l'Heura          | entitat singular de població ens local històric de Catalunya                   | 248 hab                   | 41° 57′ 20″ N, 3° 00′ 39″ E / 41.95558757°N,3.0109411°E ca:Ctra. GI-664, km 21 76 70 msnm |           | Cruïlles                | Modifica les dades a Wikidata |
|        | Monells                 | Cruïlles, Monells i Sant Sadurní de l'Heura          | entitat singular de població ens local històric de Catalunya                   | 175 hab                   | 42° 28′ 29″ N, 2° 59′ 57″ E / 42.474787222222226°N,2.99925°E 0.2 msnm                     |           | Monells                 | Modifica les dades a Wikidata |
|        | Puigventós              | Cruïlles, Monells i Sant Sadurní de l'Heura          | entitat singular de població                                                   | 391 hab                   | 41° 57′ 55″ N, 3° 01′ 44″ E / 41.965156°N,3.028942°E 48 msnm                              |           | Puigventós (Cruïlles)   | Modifica les dades a Wikidata |
|        | Rissec, el              | Cruïlles, Monells i Sant Sadurní de l'Heura          | entitat singular de població                                                   | 9 hab                     | 41° 59′ 00″ N, 3° 01′ 12″ E / 41.98331836°N,3.02013243°E 38 msnm                          |           |                         | Modifica les dades a Wikidata |
|        | Sant Cebrià de Lledó    | Cruïlles, Monells i Sant Sadurní de l'Heura          | entitat singular de població ens local històric de Catalunya                   | 8 hab                     | 41° 54′ 45″ N, 2° 58′ 01″ E / 41.91247°N,2.96703°E 354 msnm                               |           | Sant Cebrià de Lledó    | Modifica les dades a Wikidata |
|        | Sant Cebrià dels Alls   | Cruïlles, Monells i Sant Sadurní de l'Heura Cruïlles | entitat singular de població ens local històric de Catalunya                   | 9 hab                     | 41° 53′ 14″ N, 3° 00′ 52″ E / 41.887316°N,3.014459°E 402 msnm                             |           | Sant Cebrià dels Alls   | Modifica les dades a Wikidata |
|        | Sant Joan               | Cruïlles, Monells i Sant Sadurní de l'Heura          | entitat singular de població                                                   | 15 hab                    | 41° 56′ 33″ N, 2° 59′ 42″ E / 41.94260915°N,2.99505057°E 75 msnm                          |           |                         | Modifica les dades a Wikidata |
|        | Sant Joan de Salelles   | Cruïlles, Monells i Sant Sadurní de l'Heura          | entitat singular de població ens local històric de Catalunya                   | 17 hab                    | 41° 56′ 54″ N, 2° 59′ 57″ E / 41.9482767°N,2.99927°E 57 msnm                              |           |                         | Modifica les dades a Wikidata |
|        | Sant Miquel de Cruïlles | Cruïlles, Monells i Sant Sadurní de l'Heura          | entitat singular de població                                                   | 14 hab                    | 41° 57′ 13″ N, 3° 00′ 14″ E / 41.953611°N,3.003889°E 87 msnm                              |           |                         | Modifica les dades a Wikidata |
|        | Sant Sadurní de l'Heura | Cruïlles, Monells i Sant Sadurní de l'Heura          | entitat singular de població ens local històric de Catalunya capital municipal | 190 hab Superfície: 40km² | 41° 57′ 22″ N, 2° 59′ 28″ E / 41.95621822°N,2.99099519°E ca:Ctra. GI-664, km 18 111 msnm  |           | Sant Sadurní de l'Heura | Modifica les dades a Wikidata |
|        | Santa Pellaia           | Cruïlles, Monells i Sant Sadurní de l'Heura          | entitat singular de població ens local històric de Catalunya                   | 25 hab                    | 41° 55′ 13″ N, 2° 55′ 02″ E / 41.920146°N,2.91721°E 328 msnm                              |           | Santa Pellaia           | Modifica les dades a Wikidata |
|        | Sies                    | Cruïlles, Monells i Sant Sadurní de l'Heura          | entitat singular de població                                                   | 72 hab                    | 41° 58′ 42″ N, 2° 59′ 23″ E / 41.9783724545893°N,2.98960718024293°E 73 msnm               |           |                         | Modifica les dades a Wikidata |
|        | Veïnat de la Font, el   | Cruïlles, Monells i Sant Sadurní de l'Heura          | entitat singular de població                                                   | 19 hab                    | 41° 57′ 08″ N, 3° 01′ 16″ E / 41.95234367°N,3.02116029°E 40 msnm                          |           |                         | Modifica les dades a Wikidata |
|        | el Mas Savalls          | Cruïlles, Monells i Sant Sadurní de l'Heura          | entitat singular de població                                                   | 0 hab                     | 41° 57′ 29″ N, 2° 59′ 46″ E / 41.958099°N,2.996092°E 110 msnm                             |           |                         | Modifica les dades a Wikidata |
|        | les Rabioses            | Cruïlles, Monells i Sant Sadurní de l'Heura          | entitat singular de població                                                   | 85 hab                    | 41° 56′ 01″ N, 3° 00′ 57″ E / 41.933550264832°N,3.0157618049735°E 64 msnm                 |           |                         | Modifica les dades a Wikidata |

## església
| imatge | Nom                                       | Ubicat a                                    | instància de      | Detalls                                                                                  | coordenades | Protecció                                            | Commons (més fotos)                       | Dades a WD                    |
| ------ | ----------------------------------------- | ------------------------------------------- | ----------------- | ---------------------------------------------------------------------------------------- | --- | ---------------------------------------------------- | ----------------------------------------- | ----------------------------- |
|        | Sant Genís de Monells                     | Cruïlles, Monells i Sant Sadurní de l'Heura | església          | Estil: arquitectura gòtica                                                               | 41° 58′ 31″ N, 2° 59′ 47″ E / 41.9753°N,2.99648°E                                                                         | bé integrant del patrimoni cultural català           | Sant Genís de Monells                     | Modifica les dades a Wikidata |
|        | Santa Eulàlia de Cruïlles                 | Cruïlles, Monells i Sant Sadurní de l'Heura | església          | Estil: arquitectura popular                                                              | 41° 57′ 22″ N, 3° 00′ 41″ E / 41.956°N,3.01143°E                                                                          | bé integrant del patrimoni cultural català           | Esglesia de Santa Eulalia de Cruïlles     | Modifica les dades a Wikidata |
|        | Santa Àgata del Coll                      | Cruïlles, Monells i Sant Sadurní de l'Heura | església capella  |                                                                                          | 41° 55′ 57″ N, 2° 55′ 28″ E / 41.9325847915346°N,2.9243833124918°E                                                        |                                                      |                                           | Modifica les dades a Wikidata |
|        | Santuari de la Mare de Déu de l'Esperança | Cruïlles, Monells i Sant Sadurní de l'Heura | església          | Estil: arquitectura barroca                                                              | 41° 57′ 50″ N, 3° 00′ 43″ E / 41.9639°N,3.01189°E ca:Paratge d'Esperança (des de Cruïlles)                                | bé integrant del patrimoni cultural català           | Santuari de la Mare de Déu de l'Esperança | Modifica les dades a Wikidata |
|        | església de Sant Cebrià de Lledó          | Cruïlles, Monells i Sant Sadurní de l'Heura | església          | Estil: arquitectura romànica                                                             | 41° 54′ 46″ N, 2° 58′ 01″ E / 41.9127°N,2.96686°E ca:Sant Cebrià de Lledó 354 msnm                                        | bé integrant del patrimoni cultural català           | Església de Sant Cebrià de Lledó          | Modifica les dades a Wikidata |
|        | església de Sant Cebrià dels Alls         | Cruïlles, Monells i Sant Sadurní de l'Heura | església          | Estil: arquitectura romànica                                                             | 41° 53′ 14″ N, 3° 00′ 54″ E / 41.8872°N,3.01487°E ca:Sant Cebrià dels Alls                                                | bé integrant del patrimoni cultural català           | Església de Sant Cebrià dels Alls         | Modifica les dades a Wikidata |
|        | església de Sant Joan de Salelles         | Cruïlles, Monells i Sant Sadurní de l'Heura | església          | Estil: arquitectura romànica                                                             | 41° 56′ 53″ N, 2° 59′ 59″ E / 41.94805556°N,2.99968889°E ca:Des de Sant Sadurní de l'Heura, pel carrer de les Cases Noves | bé integrant del patrimoni cultural català           | Sant Joan de Salelles                     | Modifica les dades a Wikidata |
|        | església de Sant Sadurní                  | Cruïlles, Monells i Sant Sadurní de l'Heura | església          | Estil: arquitectura barroca Anomenat per: Sadurní de Tolosa Dedicat a: Sadurní de Tolosa | 41° 57′ 23″ N, 2° 59′ 27″ E / 41.95641389°N,2.99087222°E                                                                  | bé integrant del patrimoni cultural català           | Església de Sant Sadurní de l'Heura       | Modifica les dades a Wikidata |
|        | església de Santa Pellaia                 | Cruïlles, Monells i Sant Sadurní de l'Heura | església          | Estil: arquitectura romànica                                                             | 41° 55′ 13″ N, 2° 55′ 02″ E / 41.9202°N,2.91716°E ca:Santa Pel·laia. Ctra. GI-664, km 6,5                                 | bé integrant del patrimoni cultural català           | Església de Santa Pel·laia                | Modifica les dades a Wikidata |
|        | monestir de Sant Miquel de Cruïlles       | Cruïlles, Monells i Sant Sadurní de l'Heura | església monestir | Estil: art romànic                                                                       | 41° 57′ 14″ N, 3° 00′ 17″ E / 41.954°N,3.00472°E ca:Sant Miquel de Cruïlles                                               | bé d'interès cultural bé cultural d'interès nacional | Monestir de Sant Miquel de Cruïlles       | Modifica les dades a Wikidata |

## forn
| imatge | Nom                           | Ubicat a                                    | instància de | Detalls | coordenades                                                            | Protecció | Commons (més fotos) | Dades a WD                    |
| ------ | ----------------------------- | ------------------------------------------- | ------------ | ------- | ---------------------------------------------------------------------- | --------- | ------------------- | ----------------------------- |
|        | Forn de la Font               | Cruïlles, Monells i Sant Sadurní de l'Heura | forn         |         | 41° 54′ 59″ N, 2° 59′ 55″ E / 41.91648133035556°N,2.9987311363220215°E |           |                     | Modifica les dades a Wikidata |
|        | Forn de vidre de Can Mercader | Cruïlles, Monells i Sant Sadurní de l'Heura | forn         |         | 41° 54′ 29″ N, 2° 59′ 54″ E / 41.90807411414726°N,2.9984200000762944°E |           |                     | Modifica les dades a Wikidata |

## granja
| imatge | Nom                    | Ubicat a                                    | instància de | Detalls | coordenades                                                         | Protecció | Commons (més fotos) | Dades a WD                    |
| ------ | ---------------------- | ------------------------------------------- | ------------ | ------- | ------------------------------------------------------------------- | --------- | ------------------- | ----------------------------- |
|        | Corrals Fita           | Cruïlles, Monells i Sant Sadurní de l'Heura | granja       |         | 41° 56′ 42″ N, 3° 01′ 15″ E / 41.9449110396101°N,3.02083508911751°E |           |                     | Modifica les dades a Wikidata |
|        | Granges Estrany        | Cruïlles, Monells i Sant Sadurní de l'Heura | granja       |         | 41° 56′ 31″ N, 3° 00′ 33″ E / 41.9419403264444°N,3.00926497146607°E |           |                     | Modifica les dades a Wikidata |
|        | Granges de Can Batalla | Cruïlles, Monells i Sant Sadurní de l'Heura | granja       |         | 41° 56′ 12″ N, 3° 00′ 47″ E / 41.93673405475°N,3.01300368083525°E   |           |                     | Modifica les dades a Wikidata |

## masia
| imatge | Nom                                  | Ubicat a                                    | instància de     | Detalls                                  | coordenades                                                                      | Protecció                                            | Commons (més fotos)        | Dades a WD                    |
| ------ | ------------------------------------ | ------------------------------------------- | ---------------- | ---------------------------------------- | -------------------------------------------------------------------------------- | ---------------------------------------------------- | -------------------------- | ----------------------------- |
|        | Ca l'Aiguader                        | Cruïlles, Monells i Sant Sadurní de l'Heura | masia            |                                          | 41° 57′ 31″ N, 2° 59′ 26″ E / 41.958539738524°N,2.99047921974222°E               |                                                      |                            | Modifica les dades a Wikidata |
|        | Ca l'Alzina                          | Cruïlles, Monells i Sant Sadurní de l'Heura | masia            |                                          | 41° 56′ 25″ N, 2° 57′ 48″ E / 41.940164083283385°N,2.9634332656860356°E          |                                                      |                            | Modifica les dades a Wikidata |
|        | Ca l'Americano                       | Cruïlles, Monells i Sant Sadurní de l'Heura | masia            |                                          | 41° 57′ 33″ N, 2° 59′ 57″ E / 41.9591075533708°N,2.99903463981939°E              |                                                      |                            | Modifica les dades a Wikidata |
|        | Ca l'Ermità                          | Cruïlles, Monells i Sant Sadurní de l'Heura | masia            |                                          | 41° 57′ 20″ N, 2° 58′ 38″ E / 41.95548°N,2.97713°E                               |                                                      |                            | Modifica les dades a Wikidata |
|        | Ca l'Obert                           | Cruïlles, Monells i Sant Sadurní de l'Heura | masia            |                                          | 41° 57′ 45″ N, 3° 00′ 05″ E / 41.962372662432°N,3.001287902579°E                 |                                                      |                            | Modifica les dades a Wikidata |
|        | Ca l'Obert                           | Cruïlles, Monells i Sant Sadurní de l'Heura | masia            |                                          | 41° 56′ 49″ N, 2° 58′ 04″ E / 41.947027005778594°N,2.967789173126221°E           |                                                      |                            | Modifica les dades a Wikidata |
|        | Ca la Mostera                        | Cruïlles, Monells i Sant Sadurní de l'Heura | masia            |                                          | 41° 58′ 08″ N, 2° 59′ 38″ E / 41.968798623431°N,2.993760414371°E                 |                                                      |                            | Modifica les dades a Wikidata |
|        | Ca n'Obert                           | Cruïlles, Monells i Sant Sadurní de l'Heura | masia            |                                          | 41° 56′ 04″ N, 3° 00′ 12″ E / 41.934392981074°N,3.00338951826575°E               |                                                      |                            | Modifica les dades a Wikidata |
|        | Ca n'Ullastres                       | Cruïlles, Monells i Sant Sadurní de l'Heura | masia            |                                          | 41° 57′ 13″ N, 3° 00′ 32″ E / 41.953745570022555°N,3.0089235305786137°E 56 msnm  |                                                      |                            | Modifica les dades a Wikidata |
|        | Cal Barral                           | Cruïlles, Monells i Sant Sadurní de l'Heura | masia            |                                          | 41° 56′ 44″ N, 2° 57′ 27″ E / 41.9455535940332°N,2.95761760135705°E              |                                                      |                            | Modifica les dades a Wikidata |
|        | Cal Cuc                              | Cruïlles, Monells i Sant Sadurní de l'Heura | masia            |                                          | 41° 58′ 07″ N, 2° 58′ 29″ E / 41.968674535168°N,2.9747369060052°E                |                                                      |                            | Modifica les dades a Wikidata |
|        | Cal Got                              | Cruïlles, Monells i Sant Sadurní de l'Heura | masia            |                                          | 41° 54′ 52″ N, 2° 56′ 59″ E / 41.9143508905939°N,2.94963136153052°E              |                                                      |                            | Modifica les dades a Wikidata |
|        | Cal Patró                            | Cruïlles, Monells i Sant Sadurní de l'Heura | masia            |                                          | 41° 55′ 23″ N, 2° 55′ 13″ E / 41.9229718412618°N,2.92036656014572°E              |                                                      |                            | Modifica les dades a Wikidata |
|        | Cal Picapedrer                       | Cruïlles, Monells i Sant Sadurní de l'Heura | masia            |                                          | 41° 56′ 44″ N, 2° 57′ 23″ E / 41.9454360133294°N,2.9563026570647°E               |                                                      |                            | Modifica les dades a Wikidata |
|        | Cal Poll                             | Cruïlles, Monells i Sant Sadurní de l'Heura | masia            |                                          | 41° 55′ 57″ N, 2° 56′ 36″ E / 41.932636722926°N,2.9433902017156°E                |                                                      |                            | Modifica les dades a Wikidata |
|        | Cal Rectoret                         | Cruïlles, Monells i Sant Sadurní de l'Heura | masia            |                                          | 41° 55′ 58″ N, 2° 55′ 28″ E / 41.9328640647816°N,2.9244794790657°E               |                                                      |                            | Modifica les dades a Wikidata |
|        | Cal Verd                             | Cruïlles, Monells i Sant Sadurní de l'Heura | masia            |                                          | 41° 55′ 43″ N, 2° 53′ 59″ E / 41.9285759016587°N,2.89972280064359°E              |                                                      |                            | Modifica les dades a Wikidata |
|        | Cal Xupí                             | Cruïlles, Monells i Sant Sadurní de l'Heura | masia            |                                          | 41° 55′ 14″ N, 2° 56′ 55″ E / 41.9206461367975°N,2.94849279444401°E              |                                                      |                            | Modifica les dades a Wikidata |
|        | Can Balcells                         | Cruïlles, Monells i Sant Sadurní de l'Heura | masia            |                                          | 41° 56′ 56″ N, 2° 58′ 20″ E / 41.94902190280396°N,2.9722845554351807°E           |                                                      |                            | Modifica les dades a Wikidata |
|        | Can Bancells                         | Cruïlles, Monells i Sant Sadurní de l'Heura | masia            |                                          | 41° 54′ 26″ N, 3° 01′ 32″ E / 41.9073157603682°N,3.02559752928803°E              |                                                      |                            | Modifica les dades a Wikidata |
|        | Can Barceló                          | Cruïlles, Monells i Sant Sadurní de l'Heura | masia            |                                          | 41° 54′ 27″ N, 2° 56′ 47″ E / 41.9074232008771°N,2.94641751790699°E              |                                                      |                            | Modifica les dades a Wikidata |
|        | Can Barrabàs                         | Cruïlles, Monells i Sant Sadurní de l'Heura | masia            |                                          | 41° 54′ 47″ N, 2° 54′ 46″ E / 41.9130858577607°N,2.91275798581393°E              |                                                      |                            | Modifica les dades a Wikidata |
|        | Can Barris                           | Cruïlles, Monells i Sant Sadurní de l'Heura | masia            |                                          | 41° 57′ 25″ N, 3° 00′ 37″ E / 41.95684129715331°N,3.0101734399795537°E           |                                                      |                            | Modifica les dades a Wikidata |
|        | Can Bartomeu de les Serres           | Cruïlles, Monells i Sant Sadurní de l'Heura | masia            |                                          | 41° 56′ 33″ N, 2° 59′ 40″ E / 41.94252628881581°N,2.994557619094849°E            |                                                      |                            | Modifica les dades a Wikidata |
|        | Can Batalla                          | Cruïlles, Monells i Sant Sadurní de l'Heura | masia            |                                          | 41° 56′ 24″ N, 3° 00′ 47″ E / 41.9400125184053°N,3.01299228348329°E              |                                                      |                            | Modifica les dades a Wikidata |
|        | Can Batlle                           | Cruïlles, Monells i Sant Sadurní de l'Heura | masia            |                                          | 41° 58′ 18″ N, 2° 59′ 01″ E / 41.9716707701493°N,2.983645999383°E                |                                                      |                            | Modifica les dades a Wikidata |
|        | Can Baulida                          | Cruïlles, Monells i Sant Sadurní de l'Heura | masia            |                                          | 41° 55′ 32″ N, 2° 57′ 33″ E / 41.925438030429°N,2.9590752680109°E                |                                                      |                            | Modifica les dades a Wikidata |
|        | Can Blai                             | Cruïlles, Monells i Sant Sadurní de l'Heura | masia            |                                          | 41° 57′ 19″ N, 3° 01′ 16″ E / 41.95536526044718°N,3.0210363864898686°E           |                                                      |                            | Modifica les dades a Wikidata |
|        | Can Bord                             | Cruïlles, Monells i Sant Sadurní de l'Heura | masia            |                                          | 41° 54′ 14″ N, 2° 53′ 38″ E / 41.903780267761°N,2.8939842031688°E                |                                                      |                            | Modifica les dades a Wikidata |
|        | Can Botero                           | Cruïlles, Monells i Sant Sadurní de l'Heura | masia            |                                          | 41° 57′ 04″ N, 3° 00′ 41″ E / 41.951216666667°N,3.0113166666667°E 45 msnm        |                                                      | Can Botero (Cruïlles)      | Modifica les dades a Wikidata |
|        | Can Botja                            | Cruïlles, Monells i Sant Sadurní de l'Heura | masia            |                                          | 41° 53′ 31″ N, 3° 01′ 46″ E / 41.8919582150823°N,3.02938851880286°E              |                                                      |                            | Modifica les dades a Wikidata |
|        | Can Bou                              | Cruïlles, Monells i Sant Sadurní de l'Heura | masia            |                                          | 41° 54′ 45″ N, 2° 57′ 16″ E / 41.9125785795258°N,2.95449222326272°E              |                                                      |                            | Modifica les dades a Wikidata |
|        | Can Boïgues de Banyeres              | Cruïlles, Monells i Sant Sadurní de l'Heura | masia            |                                          | 41° 56′ 59″ N, 2° 57′ 59″ E / 41.9496455746144°N,2.96643456482086°E              |                                                      |                            | Modifica les dades a Wikidata |
|        | Can Boïgues de Rissec                | Cruïlles, Monells i Sant Sadurní de l'Heura | masia            |                                          | 41° 57′ 37″ N, 2° 59′ 09″ E / 41.9602865770408°N,2.98592961601913°E              |                                                      |                            | Modifica les dades a Wikidata |
|        | Can Cabruja                          | Cruïlles, Monells i Sant Sadurní de l'Heura | masia            |                                          | 41° 55′ 17″ N, 2° 55′ 36″ E / 41.9213638050566°N,2.92663970090278°E              |                                                      |                            | Modifica les dades a Wikidata |
|        | Can Calç                             | Cruïlles, Monells i Sant Sadurní de l'Heura | masia            |                                          | 41° 56′ 30″ N, 2° 57′ 36″ E / 41.941688354301064°N,2.960021495819092°E 142 msnm  |                                                      |                            | Modifica les dades a Wikidata |
|        | Can Cama                             | Cruïlles, Monells i Sant Sadurní de l'Heura | masia            |                                          | 41° 54′ 52″ N, 2° 57′ 41″ E / 41.9145085370206°N,2.96131601848967°E              |                                                      |                            | Modifica les dades a Wikidata |
|        | Can Carbó                            | Cruïlles, Monells i Sant Sadurní de l'Heura | masia            |                                          | 41° 52′ 56″ N, 3° 01′ 44″ E / 41.882209342892°N,3.0290068295317°E                |                                                      |                            | Modifica les dades a Wikidata |
|        | Can Carrasquet                       | Cruïlles, Monells i Sant Sadurní de l'Heura | masia            |                                          | 41° 56′ 01″ N, 3° 00′ 55″ E / 41.93347601332631°N,3.0153071880340576°E 72 msnm   |                                                      |                            | Modifica les dades a Wikidata |
|        | Can Carreres                         | Cruïlles, Monells i Sant Sadurní de l'Heura | masia            |                                          | 41° 55′ 25″ N, 2° 54′ 38″ E / 41.9235140363026°N,2.91056086865052°E              |                                                      |                            | Modifica les dades a Wikidata |
|        | Can Castelló                         | Cruïlles, Monells i Sant Sadurní de l'Heura | masia            |                                          | 41° 58′ 15″ N, 2° 58′ 36″ E / 41.9708049053572°N,2.97659780243544°E              |                                                      |                            | Modifica les dades a Wikidata |
|        | Can Castelló de Dalt                 | Cruïlles, Monells i Sant Sadurní de l'Heura | masia            |                                          | 41° 54′ 27″ N, 2° 56′ 57″ E / 41.9074784541718°N,2.94908212931056°E              |                                                      |                            | Modifica les dades a Wikidata |
|        | Can Caçà                             | Cruïlles, Monells i Sant Sadurní de l'Heura | masia            |                                          | 41° 54′ 17″ N, 2° 58′ 33″ E / 41.904727364052°N,2.9759677953166°E                |                                                      |                            | Modifica les dades a Wikidata |
|        | Can Coia                             | Cruïlles, Monells i Sant Sadurní de l'Heura | masia            | Estat: ruïnós                            | 41° 55′ 41″ N, 2° 59′ 59″ E / 41.927944657144785°N,2.9997181892395024°E 114 msnm |                                                      |                            | Modifica les dades a Wikidata |
|        | Can Costa                            | Cruïlles, Monells i Sant Sadurní de l'Heura | masia            |                                          | 41° 54′ 37″ N, 2° 56′ 33″ E / 41.9103125146416°N,2.94254454549808°E              |                                                      |                            | Modifica les dades a Wikidata |
|        | Can Cotera                           | Cruïlles, Monells i Sant Sadurní de l'Heura | masia            |                                          | 41° 54′ 54″ N, 2° 56′ 45″ E / 41.9150787236555°N,2.94585641473129°E              |                                                      |                            | Modifica les dades a Wikidata |
|        | Can Crespí                           | Cruïlles, Monells i Sant Sadurní de l'Heura | masia            |                                          | 41° 57′ 07″ N, 2° 58′ 36″ E / 41.95195428809996°N,2.9766350984573364°E 108 msnm  |                                                      |                            | Modifica les dades a Wikidata |
|        | Can Crispí                           | Cruïlles, Monells i Sant Sadurní de l'Heura | masia            |                                          | 41° 56′ 47″ N, 2° 57′ 24″ E / 41.9462738192216°N,2.95677260363912°E              |                                                      |                            | Modifica les dades a Wikidata |
|        | Can Cristo                           | Cruïlles, Monells i Sant Sadurní de l'Heura | masia            |                                          | 41° 58′ 34″ N, 3° 00′ 06″ E / 41.9761842843114°N,3.00164155064341°E              |                                                      |                            | Modifica les dades a Wikidata |
|        | Can Dalmau                           | Cruïlles, Monells i Sant Sadurní de l'Heura | masia            |                                          | 41° 52′ 31″ N, 3° 01′ 02″ E / 41.8753070097086°N,3.01726940717811°E              |                                                      |                            | Modifica les dades a Wikidata |
|        | Can Darna                            | Cruïlles, Monells i Sant Sadurní de l'Heura | masia            |                                          | 41° 53′ 17″ N, 3° 00′ 06″ E / 41.888173423101065°N,3.0017673969268803°E 462 msnm |                                                      |                            | Modifica les dades a Wikidata |
|        | Can Domènec                          | Cruïlles, Monells i Sant Sadurní de l'Heura | masia            |                                          | 41° 54′ 45″ N, 2° 57′ 18″ E / 41.9125518011837°N,2.95510721196869°E              |                                                      |                            | Modifica les dades a Wikidata |
|        | Can Follia de Muntanya               | Cruïlles, Monells i Sant Sadurní de l'Heura | masia            |                                          | 41° 57′ 04″ N, 2° 57′ 41″ E / 41.9512472020498°N,2.96142653404103°E              |                                                      |                            | Modifica les dades a Wikidata |
|        | Can Font                             | Cruïlles, Monells i Sant Sadurní de l'Heura | masia            |                                          | 41° 56′ 37″ N, 2° 59′ 54″ E / 41.94374725939558°N,2.9983127117156987°E 86 msnm   |                                                      |                            | Modifica les dades a Wikidata |
|        | Can Font de Tapioles                 | Cruïlles, Monells i Sant Sadurní de l'Heura | masia            |                                          | 41° 55′ 16″ N, 2° 59′ 17″ E / 41.9210443501049°N,2.98796429139305°E              |                                                      |                            | Modifica les dades a Wikidata |
|        | Can Frare Coix                       | Cruïlles, Monells i Sant Sadurní de l'Heura | masia            |                                          | 41° 55′ 28″ N, 2° 54′ 10″ E / 41.9243633676089°N,2.90279275170053°E              |                                                      |                            | Modifica les dades a Wikidata |
|        | Can Fruitós                          | Cruïlles, Monells i Sant Sadurní de l'Heura | masia            |                                          | 41° 57′ 40″ N, 2° 58′ 58″ E / 41.960997683091°N,2.9828040136483°E                |                                                      |                            | Modifica les dades a Wikidata |
|        | Can Furgues                          | Cruïlles, Monells i Sant Sadurní de l'Heura | masia            |                                          | 41° 57′ 59″ N, 2° 58′ 21″ E / 41.9664627584099°N,2.97249613899466°E              |                                                      |                            | Modifica les dades a Wikidata |
|        | Can Gafes                            | Cruïlles, Monells i Sant Sadurní de l'Heura | masia            |                                          | 41° 56′ 02″ N, 2° 55′ 37″ E / 41.9340185841238°N,2.9270353185779°E               |                                                      |                            | Modifica les dades a Wikidata |
|        | Can Ganiguer                         | Cruïlles, Monells i Sant Sadurní de l'Heura | masia            |                                          | 41° 57′ 53″ N, 2° 59′ 12″ E / 41.9648170356321°N,2.98655615939051°E              |                                                      |                            | Modifica les dades a Wikidata |
|        | Can Garneu                           | Cruïlles, Monells i Sant Sadurní de l'Heura | masia            |                                          | 41° 54′ 04″ N, 2° 57′ 41″ E / 41.901120731907°N,2.961501991768°E                 |                                                      |                            | Modifica les dades a Wikidata |
|        | Can Genoer                           | Cruïlles, Monells i Sant Sadurní de l'Heura | masia            | Estat: ruïnós                            | 41° 53′ 58″ N, 2° 59′ 14″ E / 41.8994369429568°N,2.987293226887°E 272 msnm       |                                                      | Can Genoer                 | Modifica les dades a Wikidata |
|        | Can Gironès                          | Cruïlles, Monells i Sant Sadurní de l'Heura | masia            |                                          | 41° 53′ 36″ N, 2° 57′ 28″ E / 41.89341328829°N,2.95768825199311°E                |                                                      |                            | Modifica les dades a Wikidata |
|        | Can Jeroni Serra                     | Cruïlles, Monells i Sant Sadurní de l'Heura | masia            |                                          | 41° 56′ 01″ N, 2° 54′ 40″ E / 41.9337371595099°N,2.91111351196117°E              |                                                      |                            | Modifica les dades a Wikidata |
|        | Can Juliol                           | Cruïlles, Monells i Sant Sadurní de l'Heura | masia            |                                          | 41° 55′ 17″ N, 2° 55′ 18″ E / 41.9214956496357°N,2.92170704583935°E              |                                                      |                            | Modifica les dades a Wikidata |
|        | Can Llobet                           | Cruïlles, Monells i Sant Sadurní de l'Heura | masia            |                                          | 41° 56′ 10″ N, 3° 00′ 24″ E / 41.9360050498226°N,3.00665858078011°E              |                                                      |                            | Modifica les dades a Wikidata |
|        | Can Marc del Picapoll                | Cruïlles, Monells i Sant Sadurní de l'Heura | masia            |                                          | 41° 58′ 21″ N, 2° 59′ 51″ E / 41.9725275432256°N,2.99740504999429°E              |                                                      |                            | Modifica les dades a Wikidata |
|        | Can Martí                            | Cruïlles, Monells i Sant Sadurní de l'Heura | masia            |                                          | 41° 54′ 48″ N, 2° 57′ 54″ E / 41.9134559176668°N,2.96498240751581°E              |                                                      |                            | Modifica les dades a Wikidata |
|        | Can Mascordet                        | Cruïlles, Monells i Sant Sadurní de l'Heura | masia            |                                          | 41° 54′ 19″ N, 2° 54′ 30″ E / 41.9053275274059°N,2.90830750731721°E              |                                                      |                            | Modifica les dades a Wikidata |
|        | Can Mascort                          | Cruïlles, Monells i Sant Sadurní de l'Heura | masia            |                                          | 41° 55′ 09″ N, 2° 58′ 33″ E / 41.919138114847°N,2.9759623891123°E                |                                                      |                            | Modifica les dades a Wikidata |
|        | Can Masfont                          | Cruïlles, Monells i Sant Sadurní de l'Heura | masia            |                                          | 41° 58′ 09″ N, 2° 58′ 28″ E / 41.9692552656114°N,2.97432941320995°E              |                                                      |                            | Modifica les dades a Wikidata |
|        | Can Massot                           | Cruïlles, Monells i Sant Sadurní de l'Heura | masia            |                                          | 41° 57′ 04″ N, 3° 00′ 03″ E / 41.9511455980138°N,3.00078425753085°E              |                                                      |                            | Modifica les dades a Wikidata |
|        | Can Mateu de la Creu                 | Cruïlles, Monells i Sant Sadurní de l'Heura | masia            |                                          | 41° 57′ 18″ N, 2° 58′ 48″ E / 41.9549897237719°N,2.97992180085032°E              |                                                      |                            | Modifica les dades a Wikidata |
|        | Can Mercader                         | Cruïlles, Monells i Sant Sadurní de l'Heura | masia            |                                          | 41° 54′ 46″ N, 2° 59′ 59″ E / 41.9126506444345°N,2.99985530102241°E              |                                                      |                            | Modifica les dades a Wikidata |
|        | Can Merla                            | Cruïlles, Monells i Sant Sadurní de l'Heura | masia            |                                          | 41° 55′ 57″ N, 2° 53′ 59″ E / 41.9324848685233°N,2.89975286425778°E              |                                                      |                            | Modifica les dades a Wikidata |
|        | Can Molines                          | Cruïlles, Monells i Sant Sadurní de l'Heura | masia            |                                          | 41° 55′ 57″ N, 3° 00′ 35″ E / 41.93255016317604°N,3.0097818374633794°E 64 msnm   |                                                      |                            | Modifica les dades a Wikidata |
|        | Can Molinetes                        | Cruïlles, Monells i Sant Sadurní de l'Heura | masia            |                                          | 41° 56′ 10″ N, 3° 01′ 43″ E / 41.9362268800556°N,3.02848000658246°E              |                                                      |                            | Modifica les dades a Wikidata |
|        | Can Moratell                         | Cruïlles, Monells i Sant Sadurní de l'Heura | masia            |                                          | 41° 58′ 26″ N, 2° 57′ 20″ E / 41.9737799571891°N,2.95567980005048°E              |                                                      |                            | Modifica les dades a Wikidata |
|        | Can Noguer                           | Cruïlles, Monells i Sant Sadurní de l'Heura | masia            | Estat: ruïnós                            | 41° 53′ 47″ N, 2° 58′ 13″ E / 41.896303748370016°N,2.9704070091247563°E 395 msnm |                                                      |                            | Modifica les dades a Wikidata |
|        | Can Palmada                          | Cruïlles, Monells i Sant Sadurní de l'Heura | masia            |                                          | 41° 57′ 38″ N, 2° 57′ 41″ E / 41.960564874624°N,2.9614662314205°E                |                                                      |                            | Modifica les dades a Wikidata |
|        | Can Patller                          | Cruïlles, Monells i Sant Sadurní de l'Heura | masia            |                                          | 41° 57′ 21″ N, 2° 59′ 02″ E / 41.95581206435523°N,2.9839575290679936°E           |                                                      |                            | Modifica les dades a Wikidata |
|        | Can Patró                            | Cruïlles, Monells i Sant Sadurní de l'Heura | masia            |                                          | 41° 52′ 41″ N, 3° 01′ 45″ E / 41.8780877190205°N,3.02918933509893°E              |                                                      |                            | Modifica les dades a Wikidata |
|        | Can Pau                              | Cruïlles, Monells i Sant Sadurní de l'Heura | masia            |                                          | 41° 57′ 36″ N, 2° 59′ 36″ E / 41.95987294263°N,2.99344753936668°E                |                                                      |                            | Modifica les dades a Wikidata |
|        | Can Pau Baulida                      | Cruïlles, Monells i Sant Sadurní de l'Heura | masia            |                                          | 41° 55′ 37″ N, 2° 56′ 19″ E / 41.9270720597462°N,2.93848908782592°E              |                                                      |                            | Modifica les dades a Wikidata |
|        | Can Pere Vila                        | Cruïlles, Monells i Sant Sadurní de l'Heura | masia            |                                          | 41° 54′ 26″ N, 2° 54′ 16″ E / 41.9073418555379°N,2.90438601963559°E              |                                                      |                            | Modifica les dades a Wikidata |
|        | Can Pericos                          | Cruïlles, Monells i Sant Sadurní de l'Heura | masia            |                                          | 41° 57′ 50″ N, 2° 57′ 58″ E / 41.9637950834185°N,2.96618578166937°E              |                                                      |                            | Modifica les dades a Wikidata |
|        | Can Piu de Sies                      | Cruïlles, Monells i Sant Sadurní de l'Heura | masia            |                                          | 41° 58′ 44″ N, 2° 59′ 25″ E / 41.9787778194281°N,2.99033135723533°E              |                                                      |                            | Modifica les dades a Wikidata |
|        | Can Pocoli                           | Cruïlles, Monells i Sant Sadurní de l'Heura | masia            |                                          | 41° 56′ 16″ N, 3° 00′ 19″ E / 41.9376713676403°N,3.0054042062369°E               |                                                      |                            | Modifica les dades a Wikidata |
|        | Can Pont                             | Cruïlles, Monells i Sant Sadurní de l'Heura | masia            |                                          | 41° 56′ 53″ N, 3° 00′ 17″ E / 41.948128245008°N,3.00468119342178°E               |                                                      |                            | Modifica les dades a Wikidata |
|        | Can Pou de Muntanya                  | Cruïlles, Monells i Sant Sadurní de l'Heura | masia            |                                          | 41° 56′ 34″ N, 2° 58′ 43″ E / 41.9428573793009°N,2.97851412683652°E              |                                                      |                            | Modifica les dades a Wikidata |
|        | Can Puigmiquel                       | Cruïlles, Monells i Sant Sadurní de l'Heura | masia            |                                          | 41° 57′ 15″ N, 2° 59′ 14″ E / 41.95420834291541°N,2.9871547222137456°E 122 msnm  |                                                      |                            | Modifica les dades a Wikidata |
|        | Can Pujol                            | Cruïlles, Monells i Sant Sadurní de l'Heura | masia            |                                          | 41° 56′ 47″ N, 3° 00′ 09″ E / 41.94629286796°N,3.002550601959229°E 67 msnm       |                                                      |                            | Modifica les dades a Wikidata |
|        | Can Queló                            | Cruïlles, Monells i Sant Sadurní de l'Heura | masia            |                                          | 41° 56′ 56″ N, 2° 59′ 17″ E / 41.948862067144°N,2.9880161803451°E                |                                                      |                            | Modifica les dades a Wikidata |
|        | Can Queló                            | Cruïlles, Monells i Sant Sadurní de l'Heura | masia            |                                          | 41° 57′ 11″ N, 3° 00′ 41″ E / 41.95293969886145°N,3.0113160610198975°E 61 msnm   |                                                      |                            | Modifica les dades a Wikidata |
|        | Can Rauric                           | Cruïlles, Monells i Sant Sadurní de l'Heura | masia            |                                          | 41° 55′ 27″ N, 3° 01′ 13″ E / 41.9241775453836°N,3.02032180475478°E              |                                                      |                            | Modifica les dades a Wikidata |
|        | Can Regidor                          | Cruïlles, Monells i Sant Sadurní de l'Heura | masia            |                                          | 41° 54′ 03″ N, 2° 58′ 04″ E / 41.9007300732494°N,2.96765373822115°E              |                                                      |                            | Modifica les dades a Wikidata |
|        | Can Ribot                            | Cruïlles, Monells i Sant Sadurní de l'Heura | masia            |                                          | 41° 57′ 45″ N, 2° 58′ 25″ E / 41.962369618839°N,2.9735326464872°E                |                                                      |                            | Modifica les dades a Wikidata |
|        | Can Roc                              | Cruïlles, Monells i Sant Sadurní de l'Heura | masia            |                                          | 41° 56′ 26″ N, 2° 58′ 29″ E / 41.9405779139352°N,2.97479933158674°E              |                                                      |                            | Modifica les dades a Wikidata |
|        | Can Rosselló                         | Cruïlles, Monells i Sant Sadurní de l'Heura | masia            |                                          | 41° 57′ 53″ N, 2° 57′ 41″ E / 41.9647032878053°N,2.96150289501141°E              |                                                      |                            | Modifica les dades a Wikidata |
|        | Can Roure                            | Cruïlles, Monells i Sant Sadurní de l'Heura | masia            |                                          | 41° 55′ 57″ N, 3° 00′ 56″ E / 41.93241447711113°N,3.015661239624024°E 81 msnm    |                                                      |                            | Modifica les dades a Wikidata |
|        | Can Sabater                          | Cruïlles, Monells i Sant Sadurní de l'Heura | masia            |                                          | 41° 53′ 03″ N, 2° 59′ 52″ E / 41.88403598409959°N,2.9979157447814946°E 461 msnm  |                                                      |                            | Modifica les dades a Wikidata |
|        | Can Saiols                           | Cruïlles, Monells i Sant Sadurní de l'Heura | masia            |                                          | 41° 56′ 40″ N, 3° 00′ 05″ E / 41.94436970598715°N,3.0014026165008545°E 61 msnm   |                                                      |                            | Modifica les dades a Wikidata |
|        | Can Salelles                         | Cruïlles, Monells i Sant Sadurní de l'Heura | masia            |                                          | 41° 56′ 42″ N, 3° 00′ 08″ E / 41.94500012646915°N,3.0022931098937993°E 59 msnm   |                                                      |                            | Modifica les dades a Wikidata |
|        | Can Sarís                            | Cruïlles, Monells i Sant Sadurní de l'Heura | masia            |                                          | 41° 57′ 00″ N, 2° 59′ 35″ E / 41.9498934527254°N,2.99305040773589°E              |                                                      |                            | Modifica les dades a Wikidata |
|        | Can Savalls Pagès                    | Cruïlles, Monells i Sant Sadurní de l'Heura | masia            |                                          | 41° 57′ 15″ N, 2° 59′ 35″ E / 41.9540815955845°N,2.99317061332942°E              |                                                      |                            | Modifica les dades a Wikidata |
|        | Can Secot                            | Cruïlles, Monells i Sant Sadurní de l'Heura | masia            |                                          | 41° 57′ 57″ N, 2° 59′ 46″ E / 41.9657814742165°N,2.99605367847019°E              |                                                      |                            | Modifica les dades a Wikidata |
|        | Can Seguer                           | Cruïlles, Monells i Sant Sadurní de l'Heura | masia            |                                          | 41° 54′ 34″ N, 2° 55′ 33″ E / 41.9094°N,2.92593611°E 337 msnm                    |                                                      |                            | Modifica les dades a Wikidata |
|        | Can Simon                            | Cruïlles, Monells i Sant Sadurní de l'Heura | masia            |                                          | 41° 55′ 24″ N, 2° 58′ 13″ E / 41.923247796171°N,2.97027150068125°E               |                                                      |                            | Modifica les dades a Wikidata |
|        | Can Sitges                           | Cruïlles, Monells i Sant Sadurní de l'Heura | masia            |                                          | 41° 53′ 17″ N, 2° 58′ 41″ E / 41.887969865698°N,2.97814681273763°E               |                                                      |                            | Modifica les dades a Wikidata |
|        | Can Surós                            | Cruïlles, Monells i Sant Sadurní de l'Heura | masia            |                                          | 41° 57′ 03″ N, 2° 58′ 40″ E / 41.95091699715605°N,2.977702617645264°E 113 msnm   |                                                      |                            | Modifica les dades a Wikidata |
|        | Can Tallades                         | Cruïlles, Monells i Sant Sadurní de l'Heura | masia            |                                          | 41° 52′ 30″ N, 3° 01′ 49″ E / 41.875003615235°N,3.030208676493°E                 |                                                      |                            | Modifica les dades a Wikidata |
|        | Can Tau                              | Cruïlles, Monells i Sant Sadurní de l'Heura | masia            |                                          | 41° 56′ 33″ N, 2° 58′ 16″ E / 41.9424234056066°N,2.97101055418107°E              |                                                      |                            | Modifica les dades a Wikidata |
|        | Can Tibau                            | Cruïlles, Monells i Sant Sadurní de l'Heura | masia            |                                          | 41° 53′ 52″ N, 2° 58′ 40″ E / 41.8978863153336°N,2.97774560181961°E              |                                                      |                            | Modifica les dades a Wikidata |
|        | Can Tiroga                           | Cruïlles, Monells i Sant Sadurní de l'Heura | masia            |                                          | 41° 58′ 42″ N, 2° 59′ 17″ E / 41.9783002619575°N,2.98817078762268°E              |                                                      |                            | Modifica les dades a Wikidata |
|        | Can Torrent                          | Cruïlles, Monells i Sant Sadurní de l'Heura | masia            |                                          | 41° 55′ 32″ N, 2° 58′ 30″ E / 41.9256356973785°N,2.97488963748279°E              |                                                      |                            | Modifica les dades a Wikidata |
|        | Can Tou                              | Cruïlles, Monells i Sant Sadurní de l'Heura | masia            |                                          | 41° 56′ 40″ N, 2° 58′ 21″ E / 41.94456920681385°N,2.972466945648194°E 98 msnm    |                                                      |                            | Modifica les dades a Wikidata |
|        | Can Turó                             | Cruïlles, Monells i Sant Sadurní de l'Heura | masia            |                                          | 41° 56′ 47″ N, 2° 57′ 33″ E / 41.9463647397485°N,2.9591010097596°E               |                                                      |                            | Modifica les dades a Wikidata |
|        | Can Valls                            | Cruïlles, Monells i Sant Sadurní de l'Heura | masia            |                                          | 41° 56′ 01″ N, 3° 01′ 00″ E / 41.93367554823632°N,3.0167126655578613°E 71 msnm   |                                                      |                            | Modifica les dades a Wikidata |
|        | Can Vergeli                          | Cruïlles, Monells i Sant Sadurní de l'Heura | masia            | Estat: ruïnós                            | 41° 53′ 23″ N, 3° 01′ 13″ E / 41.889770818198755°N,3.020199537277222°E 380 msnm  |                                                      |                            | Modifica les dades a Wikidata |
|        | Can Vidalet                          | Cruïlles, Monells i Sant Sadurní de l'Heura | masia            |                                          | 41° 57′ 35″ N, 2° 58′ 42″ E / 41.959668637475°N,2.9783605613915°E                |                                                      |                            | Modifica les dades a Wikidata |
|        | Can Vila de la Costa                 | Cruïlles, Monells i Sant Sadurní de l'Heura | masia            |                                          | 41° 54′ 44″ N, 2° 53′ 48″ E / 41.9122980236908°N,2.89678197021351°E              |                                                      |                            | Modifica les dades a Wikidata |
|        | Can Vilademarc                       | Cruïlles, Monells i Sant Sadurní de l'Heura | masia            |                                          | 41° 55′ 47″ N, 2° 57′ 03″ E / 41.929653965314°N,2.95087371578157°E               |                                                      |                            | Modifica les dades a Wikidata |
|        | Can Vilar                            | Cruïlles, Monells i Sant Sadurní de l'Heura | masia            |                                          | 41° 58′ 45″ N, 2° 58′ 53″ E / 41.9790468990946°N,2.98126617138486°E              |                                                      |                            | Modifica les dades a Wikidata |
|        | Can Xai                              | Cruïlles, Monells i Sant Sadurní de l'Heura | masia            |                                          | 41° 54′ 29″ N, 2° 55′ 28″ E / 41.9079512968966°N,2.92450884789818°E              |                                                      |                            | Modifica les dades a Wikidata |
|        | Casa Nova d'en Frigola               | Cruïlles, Monells i Sant Sadurní de l'Heura | masia            |                                          | 41° 54′ 32″ N, 2° 53′ 12″ E / 41.9090099530726°N,2.8866106859506°E               |                                                      |                            | Modifica les dades a Wikidata |
|        | Casa dels Masovers de Can Vilademarc | Cruïlles, Monells i Sant Sadurní de l'Heura | masia            |                                          | 41° 55′ 49″ N, 2° 57′ 04″ E / 41.930158437384°N,2.95109043651578°E               |                                                      |                            | Modifica les dades a Wikidata |
|        | La Nòria d'en Marçal                 | Cruïlles, Monells i Sant Sadurní de l'Heura | masia            |                                          | 41° 56′ 41″ N, 2° 58′ 11″ E / 41.944792646998664°N,2.969838380813599°E           |                                                      |                            | Modifica les dades a Wikidata |
|        | Mas Alagot                           | Cruïlles, Monells i Sant Sadurní de l'Heura | masia            |                                          | 41° 56′ 26″ N, 3° 00′ 49″ E / 41.9406699535402°N,3.0134990850056°E               |                                                      |                            | Modifica les dades a Wikidata |
|        | Mas Alenyà                           | Cruïlles, Monells i Sant Sadurní de l'Heura | masia            |                                          | 41° 53′ 32″ N, 3° 02′ 20″ E / 41.8921°N,3.03877°E 310 msnm                       |                                                      |                            | Modifica les dades a Wikidata |
|        | Mas Baró                             | Cruïlles, Monells i Sant Sadurní de l'Heura | masia            |                                          | 41° 58′ 39″ N, 3° 00′ 00″ E / 41.9775983485847°N,3.00004828196933°E              |                                                      |                            | Modifica les dades a Wikidata |
|        | Mas Bofill                           | Cruïlles, Monells i Sant Sadurní de l'Heura | masia            |                                          | 41° 56′ 55″ N, 3° 00′ 38″ E / 41.94857505129583°N,3.010586500167847°E 45 msnm    |                                                      |                            | Modifica les dades a Wikidata |
|        | Mas Botó                             | Cruïlles, Monells i Sant Sadurní de l'Heura | masia            |                                          | 41° 55′ 52″ N, 3° 00′ 57″ E / 41.93111347254298°N,3.0157899856567387°E 77 msnm   |                                                      |                            | Modifica les dades a Wikidata |
|        | Mas Canet                            | Cruïlles, Monells i Sant Sadurní de l'Heura | masia            |                                          | 41° 56′ 55″ N, 3° 00′ 36″ E / 41.94859101033221°N,3.0100393295288086°E 45 msnm   |                                                      |                            | Modifica les dades a Wikidata |
|        | Mas Colell                           | Cruïlles, Monells i Sant Sadurní de l'Heura | masia            | Estat: enderrocat o destruït             | 41° 55′ 24″ N, 2° 59′ 58″ E / 41.92324302640602°N,2.999492883682251°E 99 msnm    |                                                      |                            | Modifica les dades a Wikidata |
|        | Mas Crosos                           | Cruïlles, Monells i Sant Sadurní de l'Heura | masia            |                                          | 41° 52′ 59″ N, 3° 02′ 54″ E / 41.8829809728443°N,3.04836735654991°E              |                                                      |                            | Modifica les dades a Wikidata |
|        | Mas Estanyol                         | Cruïlles, Monells i Sant Sadurní de l'Heura | masia            |                                          | 41° 56′ 44″ N, 3° 01′ 06″ E / 41.945541959483°N,3.01820524578436°E               |                                                      |                            | Modifica les dades a Wikidata |
|        | Mas Follia                           | Cruïlles, Monells i Sant Sadurní de l'Heura | masia            |                                          | 41° 57′ 19″ N, 2° 59′ 28″ E / 41.9552163015626°N,2.99108302779356°E              |                                                      |                            | Modifica les dades a Wikidata |
|        | Mas Fàbrega                          | Monells                                     | masia            | Estil: arquitectura popular 16th century | 41° 58′ 31″ N, 3° 00′ 01″ E / 41.9753°N,3.00039°E 40 msnm                        | bé integrant del patrimoni cultural català           | Mas Fàbrega                | Modifica les dades a Wikidata |
|        | Mas Genover                          | Cruïlles, Monells i Sant Sadurní de l'Heura | masia            | Estat: enderrocat o destruït             | 41° 57′ 46″ N, 2° 58′ 02″ E / 41.962858674757°N,2.96718789669192°E               |                                                      |                            | Modifica les dades a Wikidata |
|        | Mas Girbau                           | Cruïlles, Monells i Sant Sadurní de l'Heura | masia            |                                          | 41° 56′ 45″ N, 3° 00′ 29″ E / 41.94574225904818°N,3.0080008506774902°E 47 msnm   |                                                      |                            | Modifica les dades a Wikidata |
|        | Mas Gorg                             | Cruïlles, Monells i Sant Sadurní de l'Heura | masia            |                                          | 41° 54′ 55″ N, 2° 56′ 15″ E / 41.9151555142384°N,2.93745142273857°E              |                                                      |                            | Modifica les dades a Wikidata |
|        | Mas Gran                             | Cruïlles, Monells i Sant Sadurní de l'Heura | masia            |                                          | 41° 56′ 16″ N, 2° 58′ 57″ E / 41.937652165506°N,2.98261727937601°E               |                                                      |                            | Modifica les dades a Wikidata |
|        | Mas Massaller                        | Cruïlles, Monells i Sant Sadurní de l'Heura | masia            |                                          | 41° 56′ 33″ N, 3° 01′ 20″ E / 41.9423798764205°N,3.02224573526165°E              |                                                      |                            | Modifica les dades a Wikidata |
|        | Mas Mates                            | Cruïlles, Monells i Sant Sadurní de l'Heura | masia            |                                          | 41° 54′ 36″ N, 2° 59′ 39″ E / 41.910133761015°N,2.9940522564154°E                |                                                      |                            | Modifica les dades a Wikidata |
|        | Mas Medir                            | Cruïlles, Monells i Sant Sadurní de l'Heura | masia            | Estat: ruïnós                            | 41° 56′ 21″ N, 2° 59′ 28″ E / 41.9392143881535°N,2.9910707473754887°E 84 msnm    |                                                      |                            | Modifica les dades a Wikidata |
|        | Mas Peraferrada                      | Cruïlles, Monells i Sant Sadurní de l'Heura | masia            |                                          | 41° 57′ 21″ N, 2° 59′ 44″ E / 41.9559280951699°N,2.99558369669436°E              |                                                      |                            | Modifica les dades a Wikidata |
|        | Mas Pericai                          | Cruïlles, Monells i Sant Sadurní de l'Heura | masia            |                                          | 41° 56′ 31″ N, 2° 58′ 13″ E / 41.9418197678103°N,2.97028700307881°E              |                                                      |                            | Modifica les dades a Wikidata |
|        | Mas Petit d'en Pont                  | Cruïlles, Monells i Sant Sadurní de l'Heura | masia            |                                          | 41° 56′ 17″ N, 3° 00′ 20″ E / 41.9381847486869°N,3.00550075403731°E              |                                                      |                            | Modifica les dades a Wikidata |
|        | Mas Portós                           | Cruïlles, Monells i Sant Sadurní de l'Heura | masia            |                                          | 41° 58′ 46″ N, 2° 59′ 06″ E / 41.9795247927618°N,2.98492350070679°E              |                                                      |                            | Modifica les dades a Wikidata |
|        | Mas Puig                             | Cruïlles, Monells i Sant Sadurní de l'Heura | masia            |                                          | 41° 54′ 57″ N, 2° 54′ 31″ E / 41.91588371456°N,2.90856975284324°E                |                                                      |                            | Modifica les dades a Wikidata |
|        | Mas Pujols                           | Cruïlles, Monells i Sant Sadurní de l'Heura | masia            |                                          | 41° 58′ 04″ N, 2° 58′ 13″ E / 41.9676871124149°N,2.97025084885272°E              |                                                      |                            | Modifica les dades a Wikidata |
|        | Mas Ragolta                          | Cruïlles, Monells i Sant Sadurní de l'Heura | masia            |                                          | 41° 52′ 43″ N, 3° 02′ 32″ E / 41.878602522178°N,3.0422621012494°E                |                                                      |                            | Modifica les dades a Wikidata |
|        | Mas Revetlla                         | Cruïlles, Monells i Sant Sadurní de l'Heura | masia            |                                          | 41° 57′ 34″ N, 3° 00′ 42″ E / 41.9593861706863°N,3.01169297611308°E              |                                                      |                            | Modifica les dades a Wikidata |
|        | Mas Roca                             | Cruïlles, Monells i Sant Sadurní de l'Heura | masia            |                                          | 41° 53′ 01″ N, 3° 02′ 13″ E / 41.8834896427119°N,3.03680914012136°E              |                                                      |                            | Modifica les dades a Wikidata |
|        | Mas Roig                             | Cruïlles, Monells i Sant Sadurní de l'Heura | masia            |                                          | 41° 56′ 34″ N, 3° 01′ 12″ E / 41.9429116858257°N,3.02001408974564°E              |                                                      |                            | Modifica les dades a Wikidata |
|        | Mas Roquetal                         | Cruïlles, Monells i Sant Sadurní de l'Heura | masia            |                                          | 41° 52′ 49″ N, 2° 57′ 52″ E / 41.880169872316046°N,2.964527606964112°E 305 msnm  |                                                      |                            | Modifica les dades a Wikidata |
|        | Mas Rostei                           | Cruïlles, Monells i Sant Sadurní de l'Heura | masia            |                                          | 41° 55′ 49″ N, 3° 00′ 46″ E / 41.930363187906046°N,3.0127966403961186°E 74 msnm  |                                                      |                            | Modifica les dades a Wikidata |
|        | Mas Sais                             | Cruïlles, Monells i Sant Sadurní de l'Heura | masia            |                                          | 41° 52′ 50″ N, 3° 00′ 40″ E / 41.8804776999277°N,3.01119649167081°E              |                                                      |                            | Modifica les dades a Wikidata |
|        | Mas Salelles                         | Cruïlles, Monells i Sant Sadurní de l'Heura | masia            |                                          | 41° 56′ 39″ N, 3° 00′ 10″ E / 41.94405848345095°N,3.002647161483765°E 55 msnm    |                                                      |                            | Modifica les dades a Wikidata |
|        | Mas Sarís                            | Cruïlles, Monells i Sant Sadurní de l'Heura | masia            |                                          | 41° 57′ 41″ N, 2° 58′ 17″ E / 41.9612656196124°N,2.971436442039°E                |                                                      |                            | Modifica les dades a Wikidata |
|        | Mas Si-n'hi-queda                    | Cruïlles, Monells i Sant Sadurní de l'Heura | masia            |                                          | 41° 56′ 28″ N, 2° 59′ 36″ E / 41.941225490514505°N,2.99329161643982°E 72 msnm    |                                                      |                            | Modifica les dades a Wikidata |
|        | Mas Vila                             | Cruïlles, Monells i Sant Sadurní de l'Heura | masia            |                                          | 41° 58′ 43″ N, 2° 58′ 44″ E / 41.9785961757493°N,2.97902115687992°E              |                                                      |                            | Modifica les dades a Wikidata |
|        | Mas del Forn del Vidre               | Cruïlles, Monells i Sant Sadurní de l'Heura | masia            |                                          | 41° 54′ 17″ N, 3° 00′ 57″ E / 41.904728798027°N,3.0157547141291°E                |                                                      |                            | Modifica les dades a Wikidata |
|        | Tapioles                             | Cruïlles, Monells i Sant Sadurní de l'Heura | masia            |                                          | 41° 55′ 14″ N, 2° 59′ 17″ E / 41.920440916325°N,2.98816941993518°E               |                                                      |                            | Modifica les dades a Wikidata |
|        | Torre Mirona                         | Cruïlles, Monells i Sant Sadurní de l'Heura | masia            |                                          | 41° 57′ 42″ N, 3° 01′ 26″ E / 41.961762056503°N,3.02389365603297°E               |                                                      |                            | Modifica les dades a Wikidata |
|        | Xalet d'en Bosc Planes               | Cruïlles, Monells i Sant Sadurní de l'Heura | masia            |                                          | 41° 54′ 55″ N, 2° 54′ 30″ E / 41.9152440595°N,2.90835360856375°E                 |                                                      |                            | Modifica les dades a Wikidata |
|        | el Porxo                             | Cruïlles, Monells i Sant Sadurní de l'Heura | masia            | Estat: enderrocat o destruït             | 41° 53′ 22″ N, 3° 00′ 07″ E / 41.88947530311691°N,3.001821041107178°E            |                                                      |                            | Modifica les dades a Wikidata |
|        | el Pou de Glaç                       | Cruïlles, Monells i Sant Sadurní de l'Heura | masia            |                                          | 41° 55′ 44″ N, 3° 01′ 12″ E / 41.9289512079245°N,3.01993735758608°E              |                                                      |                            | Modifica les dades a Wikidata |
|        | la Casa Nova de Castelló             | Cruïlles, Monells i Sant Sadurní de l'Heura | masia            |                                          | 41° 53′ 58″ N, 2° 56′ 57″ E / 41.8994714799822°N,2.94928138276065°E              |                                                      |                            | Modifica les dades a Wikidata |
|        | la Deixesa                           | Cruïlles, Monells i Sant Sadurní de l'Heura | masia            |                                          | 41° 54′ 21″ N, 3° 01′ 58″ E / 41.9057106898476°N,3.0328913380502°E               |                                                      |                            | Modifica les dades a Wikidata |
|        | la Rectoria                          | Cruïlles, Monells i Sant Sadurní de l'Heura | masia            |                                          | 41° 54′ 47″ N, 2° 58′ 02″ E / 41.9129251507737°N,2.96712907494801°E              |                                                      |                            | Modifica les dades a Wikidata |
|        | mas de la Torre de Monells           | Cruïlles, Monells i Sant Sadurní de l'Heura | masia casa forta | 16th century                             | 41° 58′ 24″ N, 3° 00′ 27″ E / 41.9732°N,3.00763°E 66 msnm                        | bé d'interès cultural bé cultural d'interès nacional | Mas de la Torre de Monells | Modifica les dades a Wikidata |

## molí d'aigua
| imatge | Nom                 | Ubicat a                                    | instància de | Detalls | coordenades                                                             | Protecció | Commons (més fotos) | Dades a WD                    |
| ------ | ------------------- | ------------------------------------------- | ------------ | ------- | ----------------------------------------------------------------------- | --------- | ------------------- | ----------------------------- |
|        | Molí d'en Boscà     | Cruïlles, Monells i Sant Sadurní de l'Heura | molí d'aigua |         | 41° 56′ 14″ N, 2° 57′ 26″ E / 41.9371952023411°N,2.95729743843968°E     |           |                     | Modifica les dades a Wikidata |
|        | Molí d'en Frigola   | Cruïlles, Monells i Sant Sadurní de l'Heura | molí d'aigua |         | 41° 56′ 36″ N, 2° 59′ 21″ E / 41.9434353006868°N,2.98905790961493°E     |           |                     | Modifica les dades a Wikidata |
|        | Molí d'en Molines   | Cruïlles, Monells i Sant Sadurní de l'Heura | molí d'aigua |         | 41° 55′ 45″ N, 3° 00′ 25″ E / 41.929165906910534°N,3.006970882415772°E  |           |                     | Modifica les dades a Wikidata |
|        | Molí d'en Ribes     | Cruïlles, Monells i Sant Sadurní de l'Heura | molí d'aigua |         | 41° 56′ 45″ N, 2° 58′ 48″ E / 41.9457398152486°N,2.98003328368546°E     |           |                     | Modifica les dades a Wikidata |
|        | Molí de Can Coia    | Cruïlles, Monells i Sant Sadurní de l'Heura | molí d'aigua |         | 41° 55′ 32″ N, 3° 00′ 05″ E / 41.92553401709369°N,3.0014777183532715°E  |           |                     | Modifica les dades a Wikidata |
|        | Molí de can Maçanet | Cruïlles, Monells i Sant Sadurní de l'Heura | molí d'aigua |         | 41° 55′ 49″ N, 3° 00′ 14″ E / 41.930363187906046°N,3.0040204524993896°E |           |                     | Modifica les dades a Wikidata |

## muntanya
| imatge | Nom                  | Ubicat a                                    | instància de | Detalls | coordenades                                                            | Protecció | Commons (més fotos) | Dades a WD                    |
| ------ | -------------------- | ------------------------------------------- | ------------ | ------- | ---------------------------------------------------------------------- | --------- | ------------------- | ----------------------------- |
|        | Puig Blanquet        | Cruïlles, Monells i Sant Sadurní de l'Heura | muntanya     |         | 41° 52′ 36″ N, 3° 02′ 46″ E / 41.87677778°N,3.04621111°E 214.8 msnm    |           |                     | Modifica les dades a Wikidata |
|        | Puig Dalmau          | Cruïlles, Monells i Sant Sadurní de l'Heura | muntanya     |         | 41° 52′ 40″ N, 3° 00′ 55″ E / 41.87780278°N,3.01528056°E 352.8 msnm    |           |                     | Modifica les dades a Wikidata |
|        | Puig Gros            | Cruïlles, Monells i Sant Sadurní de l'Heura | muntanya     |         | 41° 53′ 08″ N, 2° 57′ 26″ E / 41.88560833°N,2.95732222°E 466.1 msnm    |           |                     | Modifica les dades a Wikidata |
|        | Puig Miquel          | Cruïlles, Monells i Sant Sadurní de l'Heura | muntanya     |         | 41° 54′ 01″ N, 3° 00′ 44″ E / 41.9002°N,3.01236°E 355.9 msnm           |           |                     | Modifica les dades a Wikidata |
|        | Puig Rodó            | Cruïlles, Monells i Sant Sadurní de l'Heura | muntanya     |         | 41° 53′ 12″ N, 2° 59′ 38″ E / 41.88675°N,2.99376111°E 501.2 msnm       |           |                     | Modifica les dades a Wikidata |
|        | Puig d'Aiguabona     | Cruïlles, Monells i Sant Sadurní de l'Heura | muntanya     |         | 41° 53′ 14″ N, 2° 59′ 25″ E / 41.88732778°N,2.990375°E 533.1 msnm      |           |                     | Modifica les dades a Wikidata |
|        | Puig d'Arques        | Cruïlles, Monells i Sant Sadurní de l'Heura | muntanya     |         | 41° 53′ 19″ N, 2° 59′ 39″ E / 41.8887283793°N,2.99429857701°E 533 msnm |           | Puig d'Arques       | Modifica les dades a Wikidata |
|        | Puig d'en Carreres   | Cruïlles, Monells i Sant Sadurní de l'Heura | muntanya     |         | 41° 55′ 13″ N, 2° 54′ 31″ E / 41.92015°N,2.90854167°E 397.8 msnm       |           |                     | Modifica les dades a Wikidata |
|        | Puig d'en Jeroni     | Cruïlles, Monells i Sant Sadurní de l'Heura | muntanya     |         | 41° 55′ 44″ N, 2° 54′ 50″ E / 41.92881667°N,2.91399444°E 415.9 msnm    |           |                     | Modifica les dades a Wikidata |
|        | Puig d'en Llobet     | Cruïlles, Monells i Sant Sadurní de l'Heura | muntanya     |         | 41° 55′ 15″ N, 2° 59′ 39″ E / 41.92075°N,2.99429167°E 241.9 msnm       |           |                     | Modifica les dades a Wikidata |
|        | Puig de Migdia       | Cruïlles, Monells i Sant Sadurní de l'Heura | muntanya     |         | 41° 53′ 30″ N, 3° 00′ 51″ E / 41.8916°N,3.01407°E 444.3 msnm           |           |                     | Modifica les dades a Wikidata |
|        | Puig de Porreres     | Cruïlles, Monells i Sant Sadurní de l'Heura | muntanya     |         | 41° 53′ 09″ N, 3° 03′ 28″ E / 41.8858°N,3.05768°E 201.3 msnm           |           |                     | Modifica les dades a Wikidata |
|        | Puig de l'Avellana   | Cruïlles, Monells i Sant Sadurní de l'Heura | muntanya     |         | 41° 56′ 20″ N, 2° 59′ 12″ E / 41.939°N,2.98672°E 143.9 msnm            |           |                     | Modifica les dades a Wikidata |
|        | Puig de les Conteses | Cruïlles, Monells i Sant Sadurní de l'Heura | muntanya     |         | 41° 53′ 48″ N, 2° 57′ 13″ E / 41.89652778°N,2.95357778°E 361.7 msnm    |           |                     | Modifica les dades a Wikidata |
|        | Puig de les Marietes | Cruïlles, Monells i Sant Sadurní de l'Heura | muntanya     |         | 41° 56′ 13″ N, 2° 54′ 42″ E / 41.93680833°N,2.91167222°E 402.9 msnm    |           |                     | Modifica les dades a Wikidata |
|        | Puig del Matxo Mort  | Cruïlles, Monells i Sant Sadurní de l'Heura | muntanya     |         | 41° 53′ 02″ N, 2° 58′ 14″ E / 41.88392415770517°N,2.9706215858459477°E |           |                     | Modifica les dades a Wikidata |
|        | Puig dels Abells     | Cruïlles, Monells i Sant Sadurní de l'Heura | muntanya     |         | 41° 52′ 54″ N, 3° 00′ 43″ E / 41.8816°N,3.01194°E 385.6 msnm           |           |                     | Modifica les dades a Wikidata |
|        | Puig dels Cristians  | Cruïlles, Monells i Sant Sadurní de l'Heura | muntanya     |         | 41° 54′ 40″ N, 2° 54′ 31″ E / 41.911°N,2.90874°E 385.4 msnm            |           |                     | Modifica les dades a Wikidata |
|        | Roca Filanera        | Cruïlles, Monells i Sant Sadurní de l'Heura | muntanya     |         | 41° 55′ 17″ N, 2° 56′ 41″ E / 41.92145833°N,2.94460556°E 333.6 msnm    |           |                     | Modifica les dades a Wikidata |
|        | Sant Cebrià de Lledó | Cruïlles, Monells i Sant Sadurní de l'Heura | muntanya     |         | 41° 55′ 20″ N, 2° 56′ 54″ E / 41.9221°N,2.94833°E 331.7 msnm           |           |                     | Modifica les dades a Wikidata |
|        | Serrat de Mas Massot | Cruïlles, Monells i Sant Sadurní de l'Heura | muntanya     |         | 41° 59′ 10″ N, 2° 59′ 21″ E / 41.986°N,2.98907°E 124.9 msnm            |           |                     | Modifica les dades a Wikidata |

## pedrera
| imatge | Nom                | Ubicat a                                    | instància de | Detalls | coordenades                                                         | Protecció | Commons (més fotos) | Dades a WD                    |
| ------ | ------------------ | ------------------------------------------- | ------------ | ------- | ------------------------------------------------------------------- | --------- | ------------------- | ----------------------------- |
|        | Pedrera d'en Jover | Cruïlles, Monells i Sant Sadurní de l'Heura | pedrera      |         | 41° 53′ 03″ N, 3° 03′ 16″ E / 41.8841130755839°N,3.05452723222101°E |           |                     | Modifica les dades a Wikidata |
|        | la Pedrera         | Cruïlles, Monells i Sant Sadurní de l'Heura | pedrera      |         | 41° 55′ 38″ N, 2° 55′ 00″ E / 41.92720245017°N,2.91673094215861°E   |           |                     | Modifica les dades a Wikidata |

## pont
| imatge | Nom                      | Ubicat a                                    | instància de | Detalls        | coordenades                                                                 | Protecció | Commons (més fotos) | Dades a WD                    |
| ------ | ------------------------ | ------------------------------------------- | ------------ | -------------- | --------------------------------------------------------------------------- | --------- | ------------------- | ----------------------------- |
|        | Palanca de Cruïlles      | Cruïlles, Monells i Sant Sadurní de l'Heura | pont         | Travessa: Daró | 41° 56′ 35″ N, 3° 00′ 32″ E / 41.9431652713636°N,3.00893942091108°E 44 msnm |           | Palanca de Cruïlles | Modifica les dades a Wikidata |
|        | Passadera de l'Alzina    | Cruïlles, Monells i Sant Sadurní de l'Heura | pont         |                | 41° 54′ 32″ N, 2° 56′ 05″ E / 41.9089483120002°N,2.93473247597895°E         |           |                     | Modifica les dades a Wikidata |
|        | Pont de la Riera Boscana | Cruïlles, Monells i Sant Sadurní de l'Heura | pont         |                | 41° 56′ 21″ N, 2° 56′ 57″ E / 41.93910265838484°N,2.949271202087403°E       |           |                     | Modifica les dades a Wikidata |
|        | Pont de les Dobles       | Cruïlles, Monells i Sant Sadurní de l'Heura | pont         |                | 41° 55′ 46″ N, 3° 00′ 19″ E / 41.92954903927401°N,3.005340099334717°E       |           |                     | Modifica les dades a Wikidata |
|        | Pont del Roset           | Cruïlles, Monells i Sant Sadurní de l'Heura | pont         |                | 41° 56′ 53″ N, 2° 58′ 27″ E / 41.9481434645187°N,2.97424136521281°E         |           |                     | Modifica les dades a Wikidata |

## serra
| imatge | Nom                | Ubicat a                                                          | instància de | Detalls | coordenades                                                                  | Protecció | Commons (més fotos) | Dades a WD                    |
| ------ | ------------------ | ----------------------------------------------------------------- | ------------ | ------- | ---------------------------------------------------------------------------- | --------- | ------------------- | ----------------------------- |
|        | Les Serres         | Cruïlles, Monells i Sant Sadurní de l'Heura                       | serra        |         | 41° 56′ 48″ N, 2° 59′ 19″ E / 41.946569444444°N,2.9885111111111°E 143.8 msnm |           |                     | Modifica les dades a Wikidata |
|        | Serra Llarga       | Cruïlles, Monells i Sant Sadurní de l'Heura                       | serra        |         | 41° 54′ 23″ N, 2° 53′ 57″ E / 41.9065°N,2.8991°E                             |           |                     | Modifica les dades a Wikidata |
|        | Serra d'en Biosca  | Cruïlles, Monells i Sant Sadurní de l'Heura Llambilles            | serra        |         | 41° 54′ 49″ N, 2° 53′ 30″ E / 41.91361944°N,2.89159722°E 762 msnm            |           |                     | Modifica les dades a Wikidata |
|        | serra de l'Escorpí | Calonge i Sant Antoni Cruïlles, Monells i Sant Sadurní de l'Heura | serra        |         | 41° 52′ 25″ N, 3° 01′ 24″ E / 41.87357778°N,3.02324444°E 302.1 msnm          |           |                     | Modifica les dades a Wikidata |

## vèrtex geodèsic
| imatge | Nom          | Ubicat a                                    | instància de    | Detalls   | coordenades                                                      | Protecció | Commons (més fotos) | Dades a WD                    |
| ------ | ------------ | ------------------------------------------- | --------------- | --------- | ---------------------------------------------------------------- | --------- | ------------------- | ----------------------------- |
|        | Carreras     | Cruïlles, Monells i Sant Sadurní de l'Heura | vèrtex geodèsic | Alt: 1.2m | 41° 55′ 13″ N, 2° 54′ 31″ E / 41.920177°N,2.908506°E 402.35 msnm |           |                     | Modifica les dades a Wikidata |
|        | Puig d'Arcas | Cruïlles, Monells i Sant Sadurní de l'Heura | vèrtex geodèsic | Alt: 1.2m | 41° 53′ 19″ N, 2° 59′ 40″ E / 41.88871°N,2.994319°E 534.569 msnm |           |                     | Modifica les dades a Wikidata |

## Misc
| imatge | Nom                                                              | Ubicat a                                             | instància de      | Detalls                                                       | coordenades                                                            | Protecció                                            | Commons (més fotos)    | Dades a WD                    |
| ------ | ---------------------------------------------------------------- | ---------------------------------------------------- | ----------------- | ------------------------------------------------------------- | ---------------------------------------------------------------------- | ---------------------------------------------------- | ---------------------- | ----------------------------- |
|        | Aqüeducte del Molí d'en Frigola                                  | Cruïlles, Monells i Sant Sadurní de l'Heura          | aqüeducte pont    |                                                               | 41° 56′ 37″ N, 2° 59′ 13″ E / 41.943675438243986°N,2.986929416656494°E |                                                      |                        | Modifica les dades a Wikidata |
|        | Bassa de Mas Botó                                                | Cruïlles, Monells i Sant Sadurní de l'Heura          | bassa             |                                                               | 41° 55′ 33″ N, 3° 00′ 58″ E / 41.92570962970992°N,3.0160903930664063°E |                                                      |                        | Modifica les dades a Wikidata |
|        | Ca l'Estanyol                                                    | Cruïlles, Monells i Sant Sadurní de l'Heura          | casa              | Estil: gòtic flamíger historicisme arquitectònic 16th century | 41° 58′ 35″ N, 2° 59′ 53″ E / 41.9765°N,2.99818°E 53 msnm              | bé integrant del patrimoni cultural català           | Ca l'Estanyol          | Modifica les dades a Wikidata |
|        | Cementiri dels Jueus                                             | Cruïlles, Monells i Sant Sadurní de l'Heura          | necròpolis        |                                                               | 41° 53′ 57″ N, 2° 57′ 42″ E / 41.8991790394976°N,2.96161460862825°E    |                                                      |                        | Modifica les dades a Wikidata |
|        | Escola les Gavarres                                              | Cruïlles, Monells i Sant Sadurní de l'Heura          | edifici escolar   |                                                               | 41° 57′ 19″ N, 3° 00′ 38″ E / 41.95538919645021°N,3.0105811357498173°E |                                                      |                        | Modifica les dades a Wikidata |
|        | Estanyol de Mas Revetlla                                         | Cruïlles                                             | estanyol          |                                                               | 41° 57′ 45″ N, 3° 00′ 35″ E / 41.962545658178385°N,3.009814023971558°E |                                                      |                        | Modifica les dades a Wikidata |
|        | Menhir de Sant Sadurní                                           | Cruïlles, Monells i Sant Sadurní de l'Heura          | menhir            |                                                               | 41° 57′ 07″ N, 2° 58′ 52″ E / 41.952049°N,2.981188°E                   | bé integrant del patrimoni cultural català           |                        | Modifica les dades a Wikidata |
|        | Muralles de Cruïlles                                             | Cruïlles, Monells i Sant Sadurní de l'Heura          | muralla urbana    | 12nd century                                                  | 41° 57′ 23″ N, 3° 00′ 41″ E / 41.95628°N,3.011462°E 72 msnm            | bé d'interès cultural bé cultural d'interès nacional | Muralles de Cruïlles   | Modifica les dades a Wikidata |
|        | Plaça Major                                                      | Cruïlles, Monells i Sant Sadurní de l'Heura          | plaça             | Estil: arquitectura gòtica                                    | 41° 58′ 29″ N, 2° 59′ 57″ E / 41.9747°N,2.99903°E                      | bé integrant del patrimoni cultural català           | Plaça Major de Monells | Modifica les dades a Wikidata |
|        | Pou de glaç del bosc Puntuí                                      | Monells                                              | pou de neu        |                                                               | 41° 58′ 39″ N, 3° 00′ 36″ E / 41.9774°N,3.01002°E                      |                                                      |                        | Modifica les dades a Wikidata |
|        | Resclosa del Molí d'en Molines                                   | Cruïlles, Monells i Sant Sadurní de l'Heura          | resclosa          |                                                               | 41° 55′ 50″ N, 3° 00′ 17″ E / 41.93046695120083°N,3.004599809646607°E  |                                                      |                        | Modifica les dades a Wikidata |
|        | Santa Àgata del Coll                                             | Cruïlles Cruïlles, Monells i Sant Sadurní de l'Heura | assentament humà  |                                                               | 41° 55′ 57″ N, 2° 55′ 28″ E / 41.9325847915346°N,2.9243833124918°E     |                                                      |                        | Modifica les dades a Wikidata |
|        | casa consistorial de Cruïlles, Monells i Sant Sadurní de l'Heura | Cruïlles, Monells i Sant Sadurní de l'Heura          | casa consistorial |                                                               | 41° 57′ 22″ N, 2° 59′ 26″ E / 41.9561123°N,2.9905435°E                 |                                                      |                        | Modifica les dades a Wikidata |
|        | font de l'Alzina                                                 | Cruïlles, Monells i Sant Sadurní de l'Heura          | font              |                                                               | 41° 56′ 20″ N, 2° 57′ 59″ E / 41.938950411495°N,2.9663044811463°E      |                                                      |                        | Modifica les dades a Wikidata |
|        | les Arades                                                       | Cruïlles, Monells i Sant Sadurní de l'Heura          | despoblat         |                                                               |                                                                        |                                                      |                        | Modifica les dades a Wikidata |
|        | terreres de Vaca Morta                                           | Corçà Cruïlles, Monells i Sant Sadurní de l'Heura    | zona humida       | Superfície: 11.42ha                                           | 41° 58′ 22″ N, 3° 01′ 19″ E / 41.9729°N,3.0219°E 45 msnm               |                                                      | Terreres de Vaca Morta | Modifica les dades a Wikidata |